# Championnats du monde de breakdance
Les Championnats du monde de breakdance sont initiés par la Fédération mondiale de danse sportive.

## Historique
En 1990, la Battle of the Year (bataille internationale de l'année, BOTY) est créée en Allemagne à Brunswick. Cette compétition internationale présente alors une vitrine représentant chaque pays avec un groupe international de juges qui sélectionnaient les meilleures performances des équipes à l'origine exclusivement masculines ; il s'agissait du premier événement dédié au breaking.
En 2018, le breakdance fait son apparition aux Jeux olympiques de la jeunesse de 2018 et la Fédération mondiale de danse sportive est chargée par le CIO d'organiser le processus de qualification, notamment au travers des championnats du monde de breaking jeunesse WDSF 2018 servant d'événement de qualification officiel.
Les premiers championnats du monde de breaking sont organisés l'année suivante à Nanjing en juin 2019.
Une apparition du breakdance comme discipline olympique est prévue aux Jeux olympiques Paris 2024 et les championnats du monde 2023 sont l'occasion de distribuer un des seize quotas pour chaque épreuve.

## Les éditions
| Année | Édition | Ville hôte | Pays         | Champion B-Boys         | Championne B-Girls     |
| ----- | ------- | ---------- | ------------ | ----------------------- | ---------------------- |
| 2019  | I       | Nanjing    | Chine        | Menno van Gorp Menno    | Ami Yuasa Ami          |
| 2021  | II      | Paris      | France       | Victor Montalvo Victor  | Ayumi Fukushima Ayumi  |
| 2022  | III     | Séoul      | Corée du Sud | Philip Kim Philk Wizard | Ami Yuasa Ami          |
| 2023  | IV      | Louvain    | Belgique     | Victor Montalvo Victor  | Dominika Banevič Nicka |
| 2024  | V       | Chengdu    | Chine        | Isshin Hishikawa Issin  | India Sardjoe India    |

Les championnats 2020 qui devaient se tenir à Nanjing ont été reportés puis annulés en raison de la pandémie de Covid-19.